# Strigiformes
Ordre
Traditionnellement, l'ordre des Strigiformes rassemble l'intégralité des rapaces nocturnes et se compose de deux familles regroupant 254 espèces existantes.
Occupant des niches écologiques diverses, ces oiseaux solitaires (à l'exception de la Chevêche des terriers qui est grégaire) principalement nocturnes (la Chouette épervière, la Chouette lapone, le Harfang des neiges et le Hibou des marais ont plutôt des mœurs diurnes) partagent de nombreux points communs anatomiques et comportementaux.
Selon la classification classique, cet ordre se distingue des Falconiformes et des Accipitriformes qui regroupent l'ensemble des rapaces diurnes.

## Zoonymie

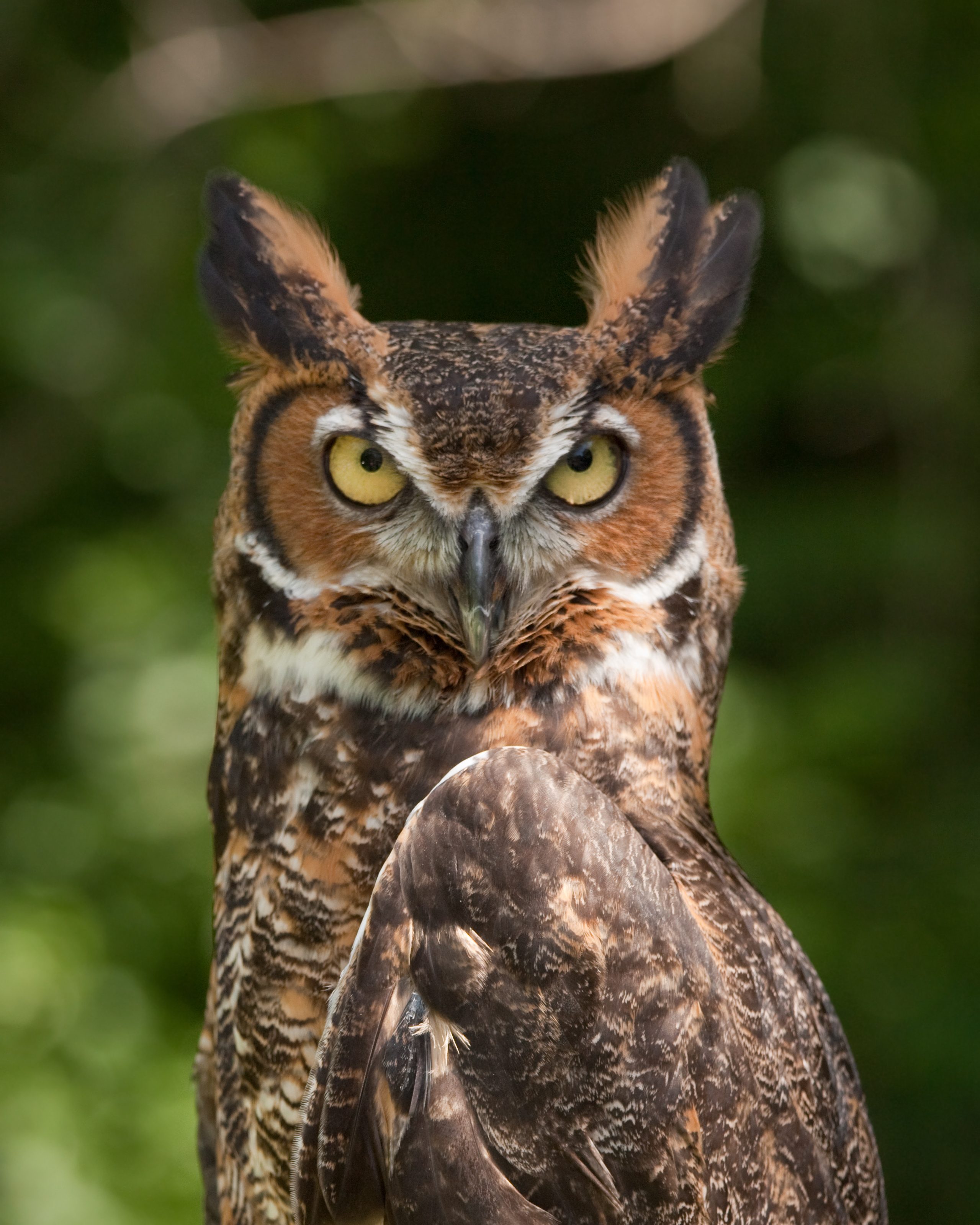
Les aigrettes des hiboux leur ont valu l'appellation de hiboux cornus, comme chez ce Grand-duc d'Amérique (en en anglais, qui se traduit littéralement en « grand hibou cornu »).

S'il existe une catégorie de rapaces dans la Grèce antique, les gampsônykhes (du grec gampsos, « crochet », et onyx, « griffe », littéralement, « [oiseaux] aux griffes recourbées »), les Romains n'ont pas de lexème courant qui les désigne, faisant juste la distinction entre oiseaux diurnes et oiseaux nocturnes. Pour désigner ces derniers, ils utilisent plusieurs zoonymes : noctua (« oiseau de nuit » consacré à la déesse Minerve), ulula (la Chouette hulotte), bubo (oiseau funeste qui a donné son nom au genre Bubo), strix (la stryge des Grecs et Romains, oiseau imaginaire avide de sang des enfants, faisant partie de ces démons-oiseaux femelles ubiquitaires qui se sont transformés par la suite en sorcières dont on effrayait les enfants).
Le nom des stryges est repris en 1758 par Carl von Linné pour créer le genre Strix, basionyme de la famille des Strigidae (taxon de rapaces nocturnes auquel appartiennent la plupart des chouettes et des hiboux) constituée en 1825 par le naturaliste Nicholas Aylward Vigors, et sur laquelle se base le zoologiste Johann Georg Wagler pour créer en 1830 l'ordre des Strigiformes.
Le français est marqué par une terminologie binaire simpliste hibou/chouette. La chouette n'est pas la femelle du hibou. Les différences entre les deux ne reposent pas réellement sur des critères scientifiques : les hiboux sont les rapaces nocturnes qui présentent deux aigrettes de plumes érectiles en forme d'oreilles ou de cornes situées au-dessus des yeux alors que les chouettes n'en ont pas. Appelées « oreilles » par erreur, ces aigrettes plus ou moins visibles selon les espèces et l'humeur du rapace, ne constituent absolument pas une espèce de pavillon auriculaire et n'ont donc aucun rapport avec le système auditif. Elles auraient une fonction d'avertissement (pour la reconnaissance intraspécifique ou impressionner un prédateur par des aigrettes érectiles très visibles) ou de camouflage. Malgré son nom, la Chouette harfang est scientifiquement un hibou mais ses aigrettes, peu visibles puisqu'elles sont très petites et repliées sur sa tête, font de cette vision dichotomique populaire une source de confusion.
Au Canada, on utilise le terme de « parlement » pour désigner un groupe de chouettes ou de hiboux.

## Anatomie

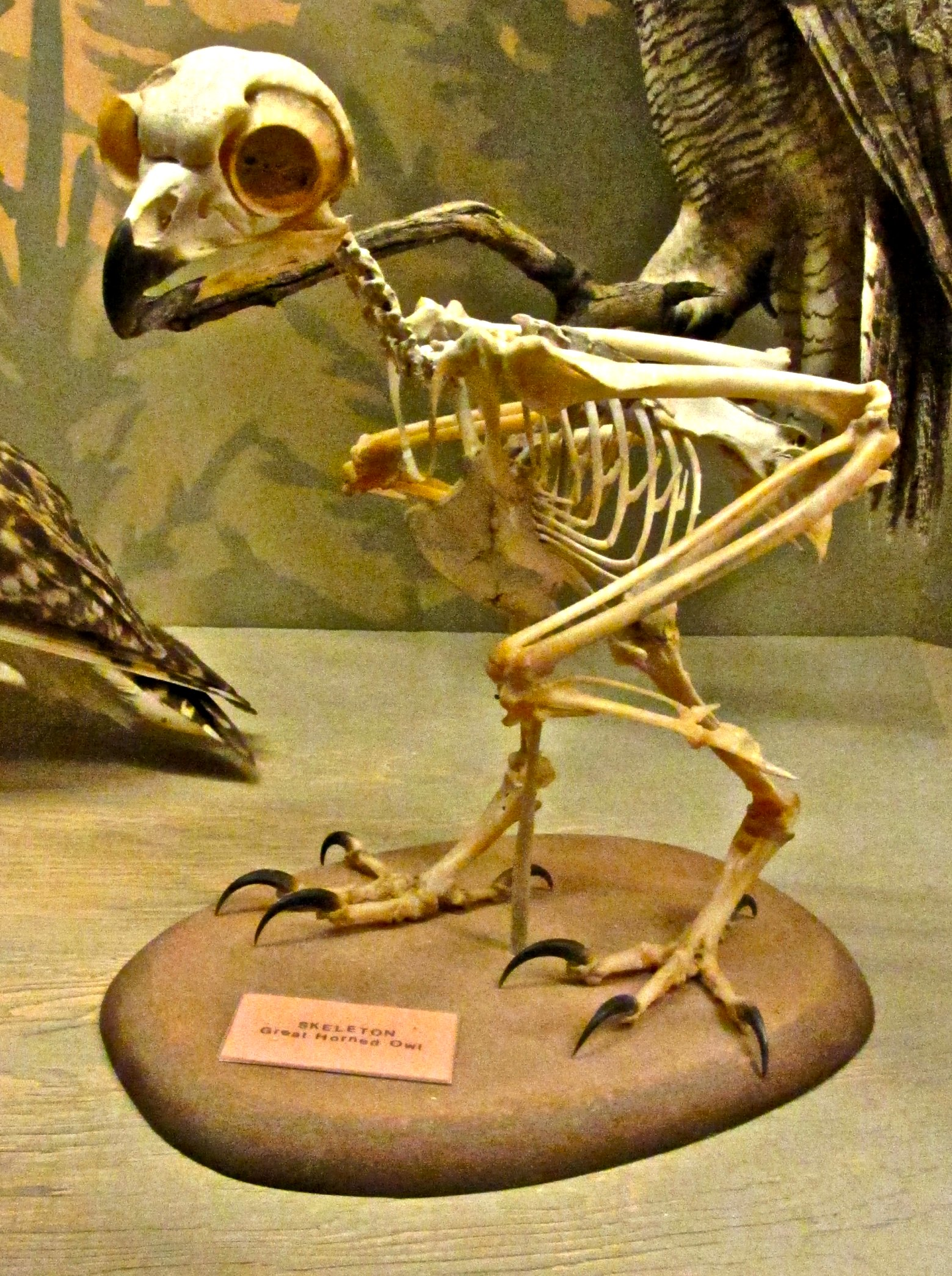
Le petit squelette met en évidence que le volume des plumes et de l'air que ces rapaces renferment est environ dix fois plus important que le volume de leur corps, les faisant apparaître plus gros qu'ils ne le sont en réalité.

Oiseaux trapus, leurs contours sont généralement assez ramassés (ailes et queue courtes, souvent arrondies ; tête volumineuse avec de grands yeux tournés vers l'avant ; absence apparente de cou).
La plus petite chouette — pesant 31 g et mesurant environ 13,5 cm — est la Chevêchette des saguaros (Micrathene whitneyi). À peu près de la même taille, bien que légèrement plus lourdes, se trouvent la Chevêchette nimbée (Xenoglaux loweryi) et la Chevêchette du Tamaulipas (Glaucidium sanchezi). Les hiboux les plus grands sont le Hibou grand-duc (Bubo bubo) et le Grand-duc de Blakiston (Bubo blakistoni). Les plus grandes femelles de ces espèces mesurent 71 cm de long, ont une envergure de 150 cm et pèsent 4,2 kg.

### Dimorphisme sexuel

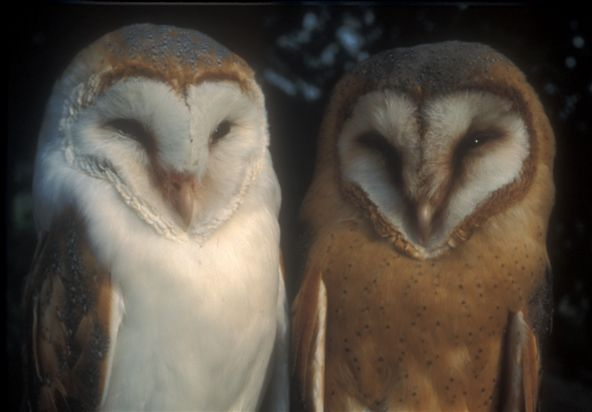
Dimorphisme sexuel de la couleur chez la chouette effraie : mâle à gauche, femelle à droite.

Les chouettes et hiboux présentent une caractéristique inhabituelle chez les vertébrés supérieurs : ces oiseaux, comme tous les rapaces, ont un dimorphisme sexuel inversé de la taille (femelles plus grandes que les mâles) qui semble lié au régime alimentaire et à la compétition intra-sexuelle. Chez les rapaces nocturnes, ce dimorphisme se situe plus souvent au niveau de la masse corporelle que de la taille, et est plus marqué à des moments clefs de l'effort reproducteur où intervient le partage des tâches. Les cas de dimorphisme sexuel de la couleur sont plus rares.
Les mâles prédatant d’autres oiseaux sont plus petits et possèdent une plus grande mobilité et efficacité de chasse ainsi que des coûts réduits et des risques liés au vol[pas clair] (collision contre la proie ou un obstacle). La plus grande taille des femelles serait liée soit à la compétition pour obtenir un mâle plus efficace dans la prédation et qui l'approvisionne en période de couvaison, soit pour obtenir un meilleur territoire vacant, pour produire plus d'œufs, avoir plus d'énergie pour les couver, défendre plus efficacement son nid, ou encore pour se prémunir des périodes de pénurie alimentaire quand elles sont en période de nidification en se constituant des réserves énergétiques,.

### Adaptations à la chasse de nuit

#### Plumage

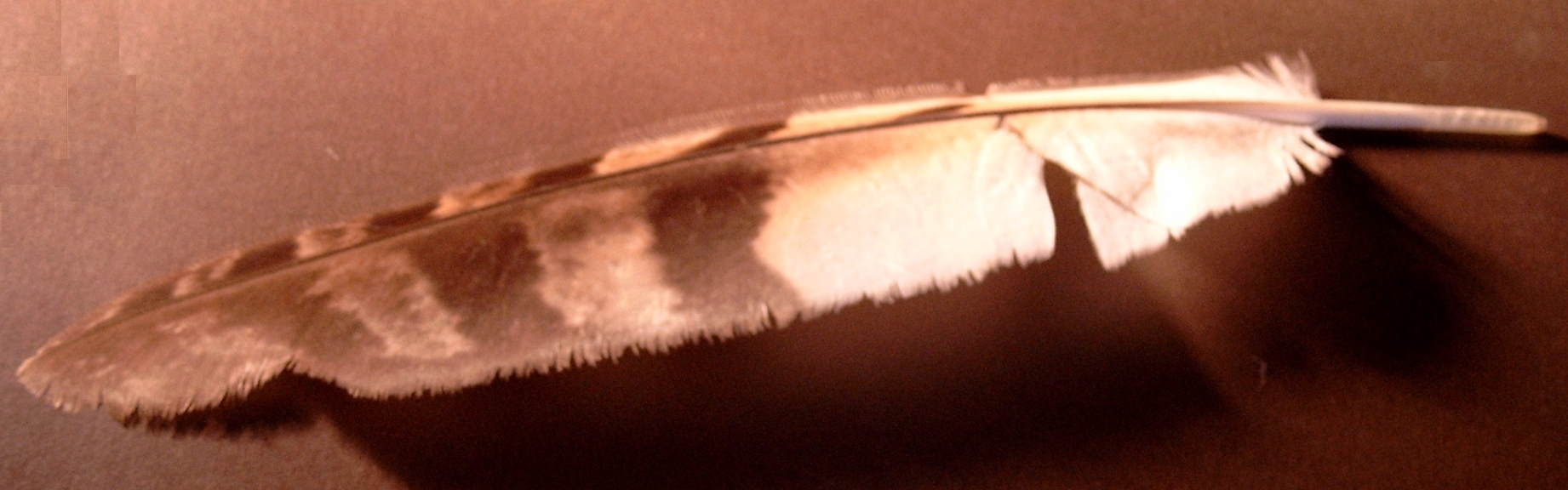
Les franges souples et poreuses placées au bord des plumes d'attaque, disposées en peigne, permettent de fendre l'air sans turbulence et d'amortir le bruit du battement des ailes.

La plupart des rapaces nocturnes partagent une capacité innée à voler silencieusement et aussi plus lentement que les autres oiseaux de proie. Ils présentent plusieurs adaptations à la chasse de nuit qui permettent l'assourdissement du bruit des ailes et un vol silencieux sans vibrations ultrasoniques. De fins prolongements des barbules rendent la surface de la plume veloutée. Le vexille externe des premières rémiges placées sur le bord d'attaque des ailes, est formé de barbes extrêmement souples. Un peigne de plumes raides le long du bord d'attaque de ces ailes et un bord de fuite frangé (lisse chez les autres oiseau), amortissent le bruit de frottement de l'air sur les ailes.
Le vol des rapaces nocturnes a été pour la première fois étudié scientifiquement dans un contexte militaire par le Lieutenant commander R. R. Graham, en 1934, dans le Journal of the Aeronautical Society. Il continue d'inspirer les biologistes, les militaires et les industriels qui se penchent sur le principe du biomimétisme pour améliorer la furtivité des aéronefs militaires, ou réduire le bruit des pantographes ou des ventilateurs.

#### Vision
Les organes de la vue très développés sont adaptés à la vision scotopique, ces oiseaux étant dotés d'une vision monoculaire et binoculaire combinée. Les yeux sont généralement jaunes. Contrairement aux yeux des autres rapaces mais comme chez la plupart de autres oiseaux, les grands globes oculaires des strigiformes sont enchâssés dans un anneau osseux et fixes dans leurs orbites, ce qui leur permet, grâce à une taille relative de pupille plus grande, de capter de faibles quantités de lumière, et de les amplifier probablement, ces rapaces laissant entrer entre deux et trois fois plus de lumière que l’œil humain (et non dix à cent fois comme certains guides ornithologiques l'affirment). Les yeux portent peu de cônes, très minces, enfouis entre les nombreux bâtonnets très longs. Il en résulte que ces oiseaux ne distinguent probablement pas les couleurs, qui ne seraient pour eux que des nuances de gris. Certains Strigiformes aux mœurs diurnes (par exemple la Chevêchette d'Europe sont capables de distinguer les couleurs mais leur vision nocturne est réduite. L'implantation frontale de leurs yeux donne à ces rapaces la vision binoculaire stéréoscopique, de faible étendue mais qui permet de mieux apprécier les distances, les reliefs et les mouvements, notamment les proies en déplacement. Il se peut que l'homme qui recourt aussi à la vision binoculaire ait doté chouettes et hiboux d'une grande valeur symbolique en raison de ce point commun et de la fixité de leur regard. Leur champ de vision très restreint se chevauche de 50 à 70 %, leur conférant ainsi une meilleure vision binoculaire que les rapaces diurnes chez qui ce chevauchement ne dépasse pas 30 à 50 %. Ce champ réduit (il se limite à environ 160° mais comporte 50 à 60° de vision binoculaire) et les globes oculaires fixes font que ces rapaces sont incapables de regarder autour d'eux en gardant la tête immobile comme les humains peuvent le faire. Pour compenser, leur cou possède quatorze vertèbres (deux fois plus que les humains), ce qui leur permet de pivoter la tête de 270° sans entraîner le corps dans sa rotation,. Des adaptations du squelette et des vaisseaux sanguins permettent à ces oiseaux cette mobilité extraordinaire sans risquer un accident vasculaire cérébral,.
Plusieurs espèces ont une rétine allongée tapissée d'un tapetum lucidum, couche réfléchissante qui augmente leur vision nocturne et donne à leur iris jaune un éclat rougeâtre lorsqu'ils sont illuminés par une lumière artificielle.

#### Ouïe

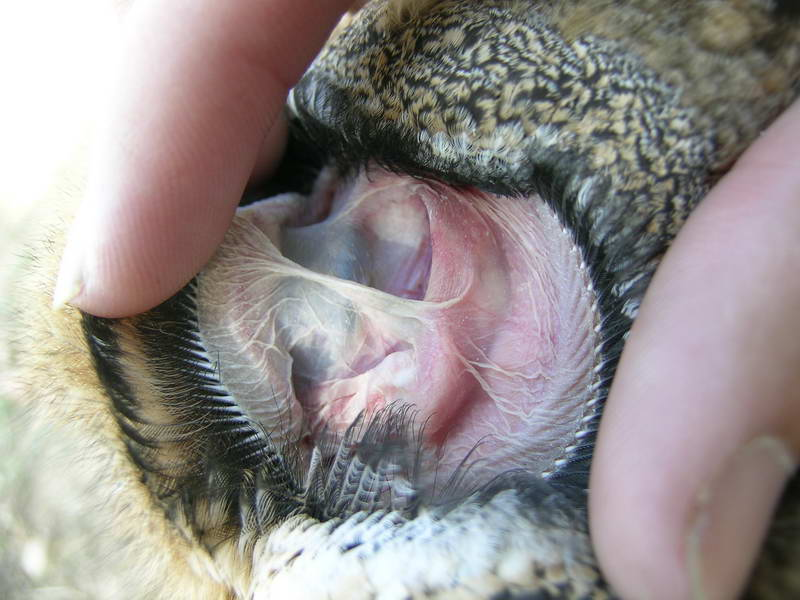
Les plumes ont été écartées, découvrant la longue fente auriculaire verticale et l'opercule pré-auriculaire chez le Hibou moyen-duc.

L'ouïe est très perfectionnée, supérieure à celle des autres oiseaux, et palliant la vue lorsque l'obscurité devient presque totale. Son amplitude égale presque celle de l'homme, car elle perçoit les sons suraigus émis par les micro-mammifères et les tonalités basses produites par les animaux nocturnes. Comme les autres oiseaux, les oreilles des Strigiformes sont dépourvues de pavillons. Les yeux s'ouvrent au centre de deux disques faciaux (en) composés de plumes fines et serrées, et qui agissent comme des antennes paraboliques ou un cornet acoustique en réfléchissant les sons vers les conduits auditifs situés un peu en arrière des yeux. Des muscles peuvent contracter ou dilater ces disques en fonction de la distance de la proie qui est repérée par triangulation, ce qui explique que les rapaces tournent la tête pour la localiser : lorsqu'ils font face directement, le son émanant de cette future victime arrive à chaque conduit auditif en même temps et avec la même intensité. Les trous auriculaires, les conduits auditifs reliés à des oreilles internes de taille différente et les opercules pré-auriculaires (deux plis cutanés mobiles avant l'entrée des conduits et qui peuvent se fermer ou s'agrandir selon l'intensité et la direction des sons) sont positionnés chez de petites chouettes de manière asymétrique, adaptation qui permet une localisation très précise de la proie (1° à 2° en azimut et en hauteur angulaire).
Les rapaces qui volent la nuit ont des disques faciaux plus grands, caractéristique en liaison avec la chasse à l'ouïe. Ceux des oiseaux crépusculaires ou aux mœurs plus diurnes sont plus petits et moins bien délimités, ces oiseaux qui ont également des trous auriculaires plus petits chassant plus à la vue.

#### Serres

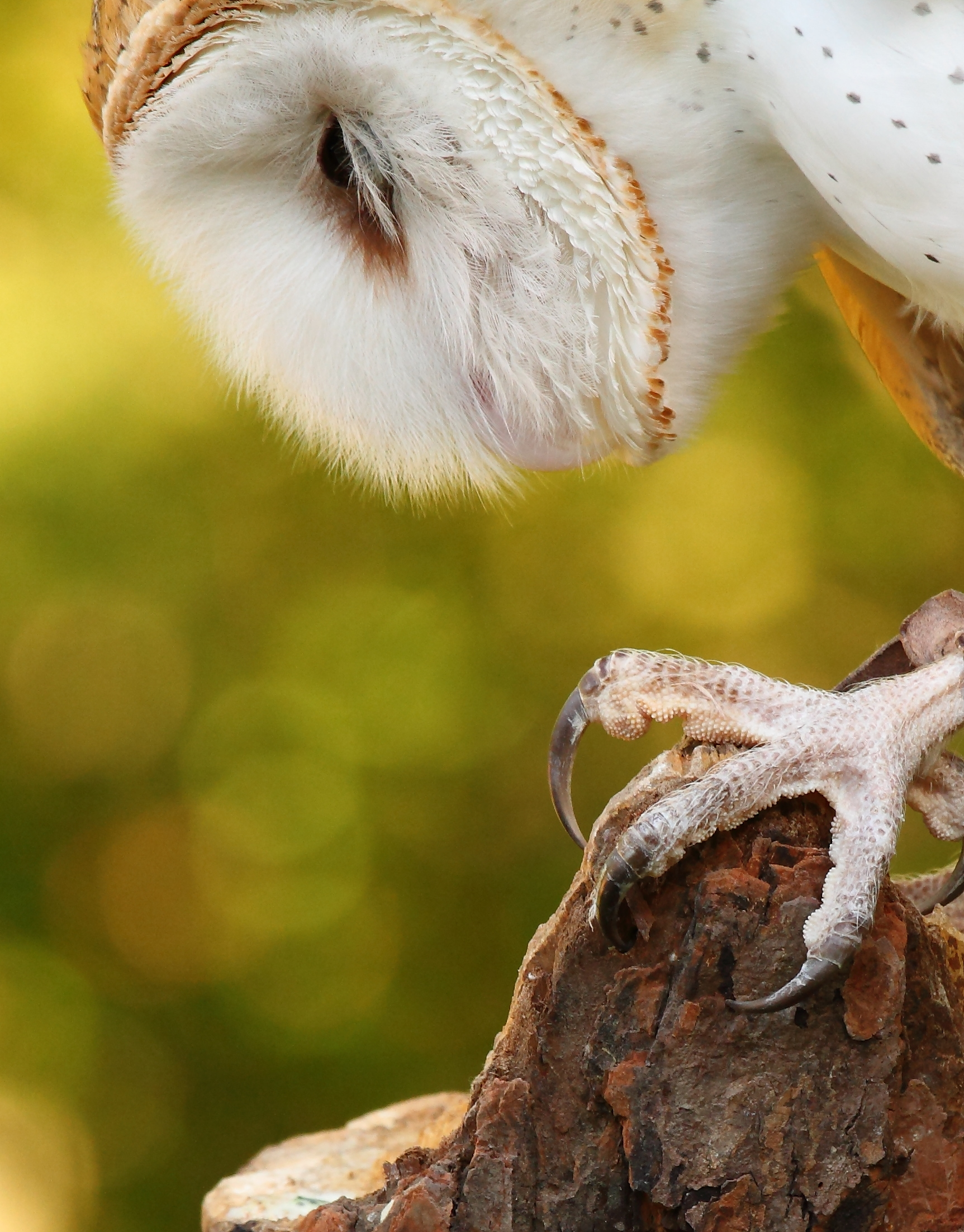
La mobilité du quatrième orteil (hallux) des serres permet au rapace de se tenir sur la branche comme avec des pinces. Leurs griffes acérées s'enfoncent dans le corps de leur proie.

Un duvet de plumes recouvre les pattes qui sont « nues » chez la plupart des rapaces diurnes (revêtement corné écailleux). L'emplumage descend parfois jusque sur les orteils. Cette adaptation permet d'amortir le bruit des pattes lorsque l'oiseau se pose. Les longues griffes coupantes des serres s'enfoncent dans le corps de la proie, l'immobilisent et la blessent sérieusement. Le plus souvent, le rapace achève sa victime en lui sectionnant les vertèbres cervicales avec son bec.
Les pelotes (nom qui désigne non pas les pelotes de réjection mais les coussinets charnus et rugueux sur les faces inférieure des doigts, appelées soles) affermissent la prise.

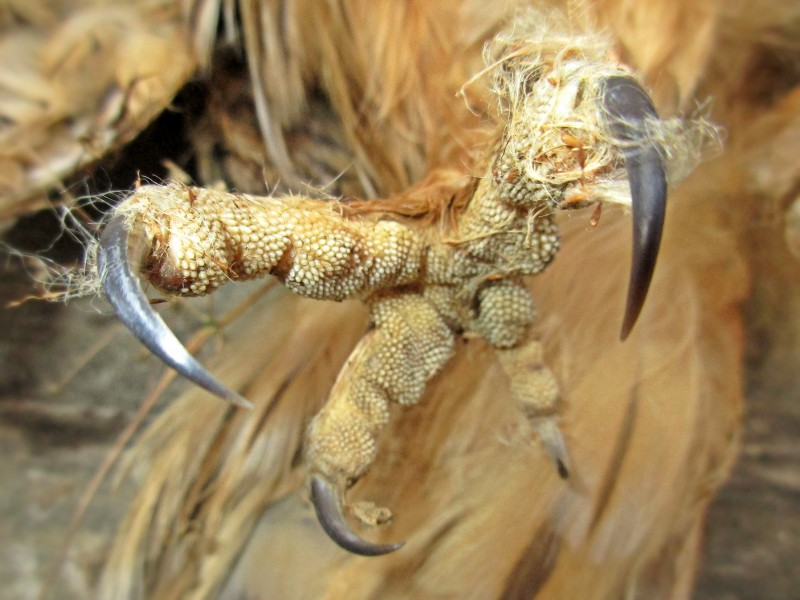
Coussinets chez le Hibou moyen-duc.
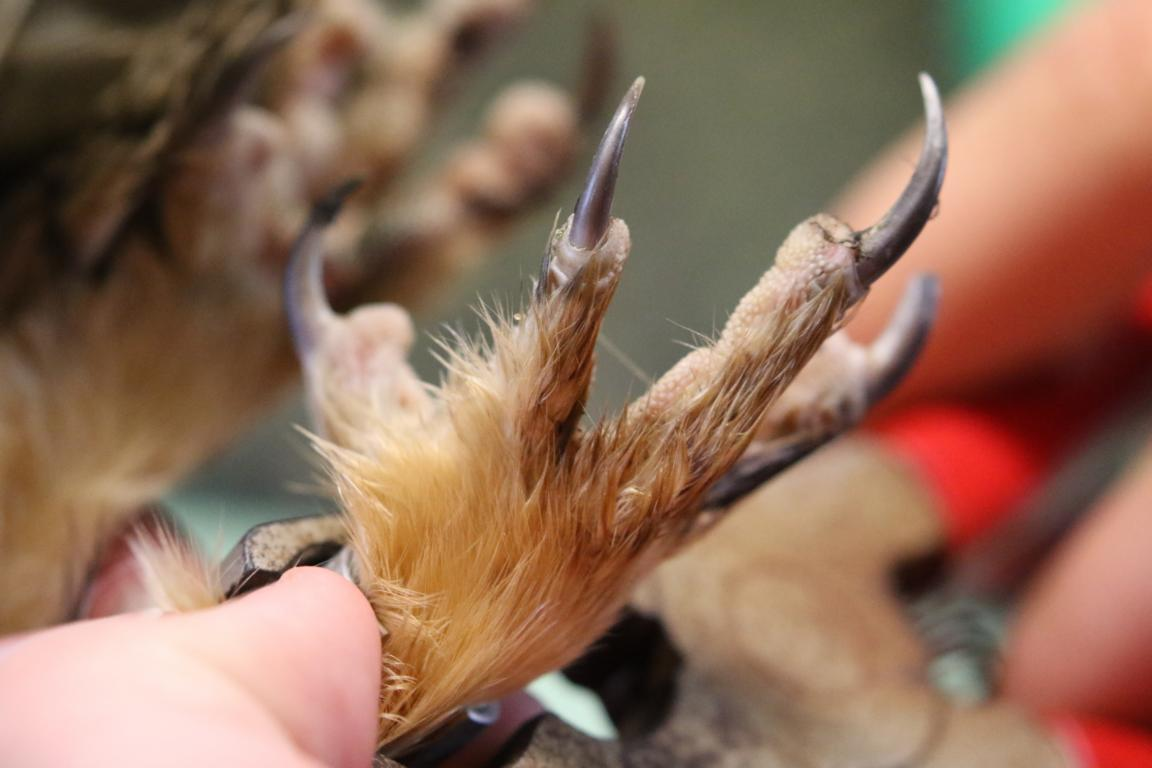
Emplumage jusqu'aux pattes.

#### Bec
Le bec est crochu, court et mobile dans ses deux parties. Comprimé latéralement, il a une mandibule supérieure fortement recourbée dont la pointe dure et acérée dépasse l'inférieure en forme de gouttière tronquée. Sa base n'est pas gainée d'une peau lisse et nue comme chez les rapaces diurnes.

#### Cryptisme
Ces rapaces présentent généralement une coloration discrète (teinte d'écorce du tronc d'arbre où ils se plaquent, vieux mur ou rocher des chouettes cavernicoles) et des dessins cryptiques du plumage qui favorisent la dissimulation durant le jour.
Le polymorphisme de couleur chez la chouette effraie (majoritairement rousse au nord de l'Europe et surtout blanche au sud, cette dernière couleur étant rare chez les prédateurs nocturnes) relève du camouflage par mimétisme cryptique pour les rousses et d'une prédation plus efficace les jours de pleine lune chez les blanches. La réflexion de la lumière sur les plumes blanches de cette chouette éblouit ses proies,.

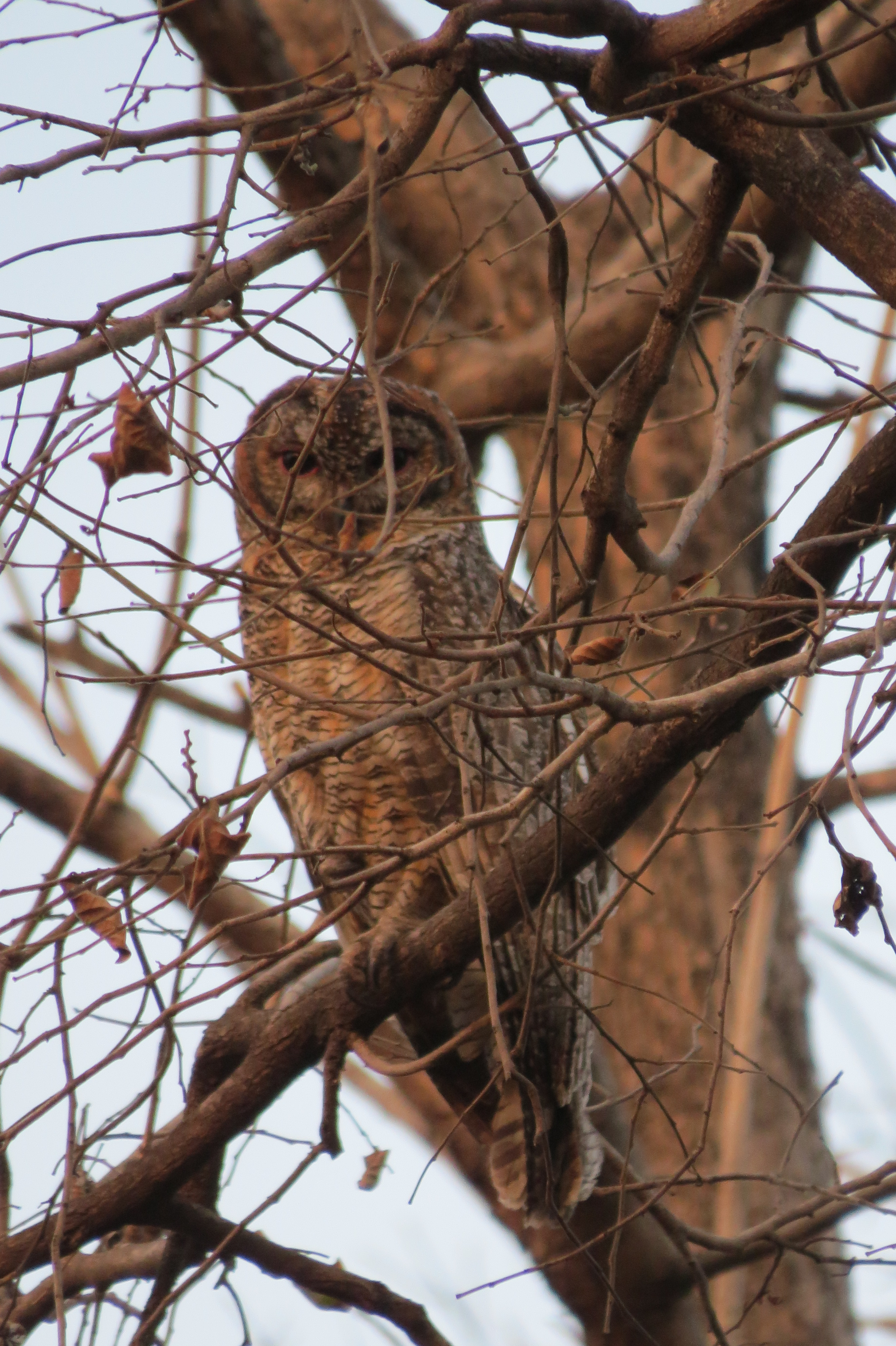
chez la Chouette ocellée.
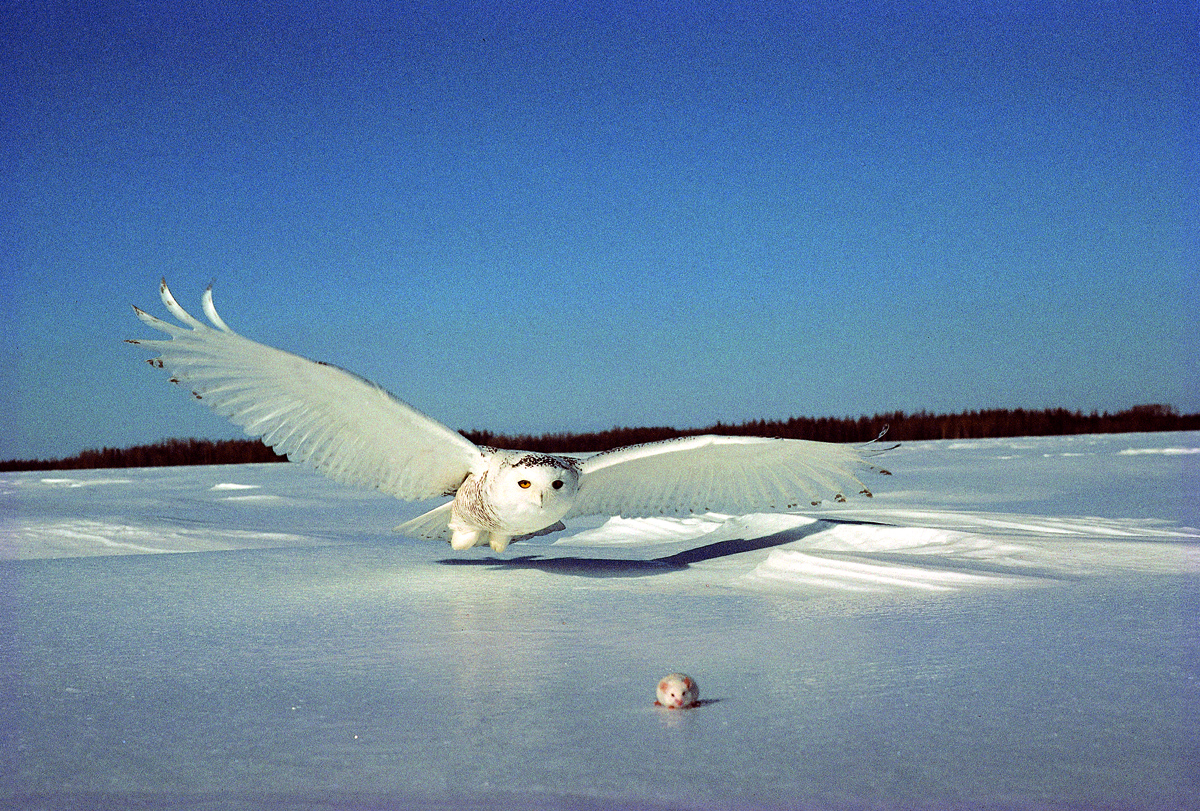
chez le Harfang des neiges.

## Écologie et comportement

### Alimentation

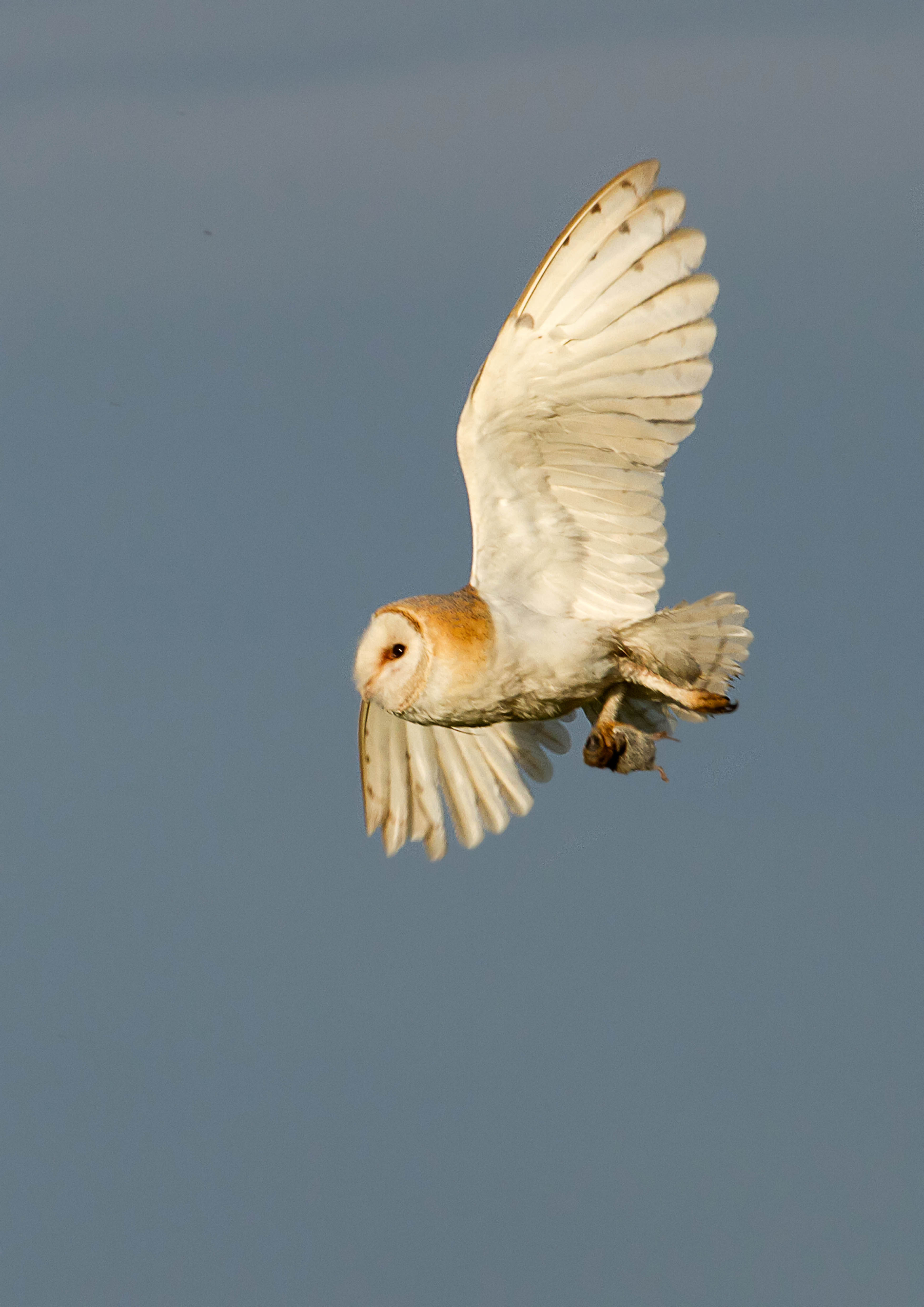
Chouette effraie qui porte un rongeur dans ses serres.

Le régime alimentaire de ces oiseaux carnivores inclut des invertébrés (insectes, araignées, crabes, escargots, vers, scorpions) et des vertébrés (serpents, amphibiens, poissons, oiseaux et petits mammifères). Ce régime varie selon les ressources locales, les saisons, les pays et les continents, l'abondance des proies conditionnant fortement la reproduction et la survie des jeunes de moins d'un an. Certaines espèces se spécialisent sur certaines proies. Le régime alimentaire de la chouette effraie se compose ainsi principalement de rongeurs (campagnols, souris) et de musaraignes. Les petits-ducs du genre Otus et Megascops sont majoritairement insectivores (papillon de nuit, grillon, coléoptères). Les grands-ducs peuvent capturer des lièvres, des hérissons, de jeunes renards, daims ou chevreuils ou de grands oiseaux comme le Faucon pèlerin ou les corbeaux. Certaines espèces se spécialisent dans les poissons, batraciens et crustacés (Kétoupa brun, Chouette-pêcheuse rousse et de Pel, de Bouvier. Les trois-quarts du régime alimentaire du Hibou grand-duc sont constitués de rongeurs : il en consomme de trois à six par nuit, et ajoute des musaraignes, des chauves-souris et petits oiseaux (moineaux, pinsons, linottes, bruants, merle noir, étourneau).

### Reproduction

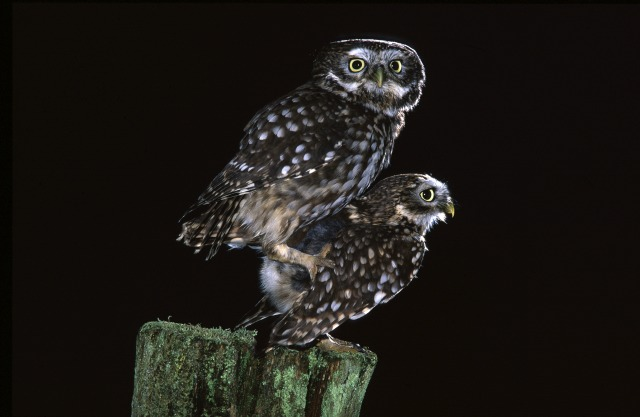
La copulation, qui ne dure généralement que quelques secondes, est appelée « baiser cloacal ».

La reproduction chez les Strigiformes se fait très rapidement, en quelques secondes. Comme près de 97 % des oiseaux, les chouettes et les hiboux n'ont pas de pénis ou de vagin ; à la place, ils possèdent un cloaque. Pour s'accoupler, le mâle grimpe sur le dos de la femelle et colle son cloaque à celui de sa compagne. Lorsque leurs cloaques sont l'un contre l'autre, celui du mâle laisse échapper une goutte de sperme dans celui de la femelle.
Ce processus permet, entre autres, d'éviter que les mâles puissent s'accoupler avec une femelle non-consentante car pour que le mâle puisse féconder la femelle, les deux individus doivent coller leur cloaque l'un contre l'autre, ce qui nécessite une certaine coopération.
La saison de reproduction est au printemps, mais cela dépend beaucoup des quantités de nourriture disponibles. Ainsi, les Strigiformes copulent généralement entre mars et août. Environ dix jours après l'accouplement, la femelle pond trois à onze petits œufs blancs, mais plus généralement quatre à sept. Les œufs sont pondus à un ou deux jours d'intervalle. L'incubation dure généralement entre 28 et 32 jours selon les espèces.

## Répartition et habitat

### Distribution géographique

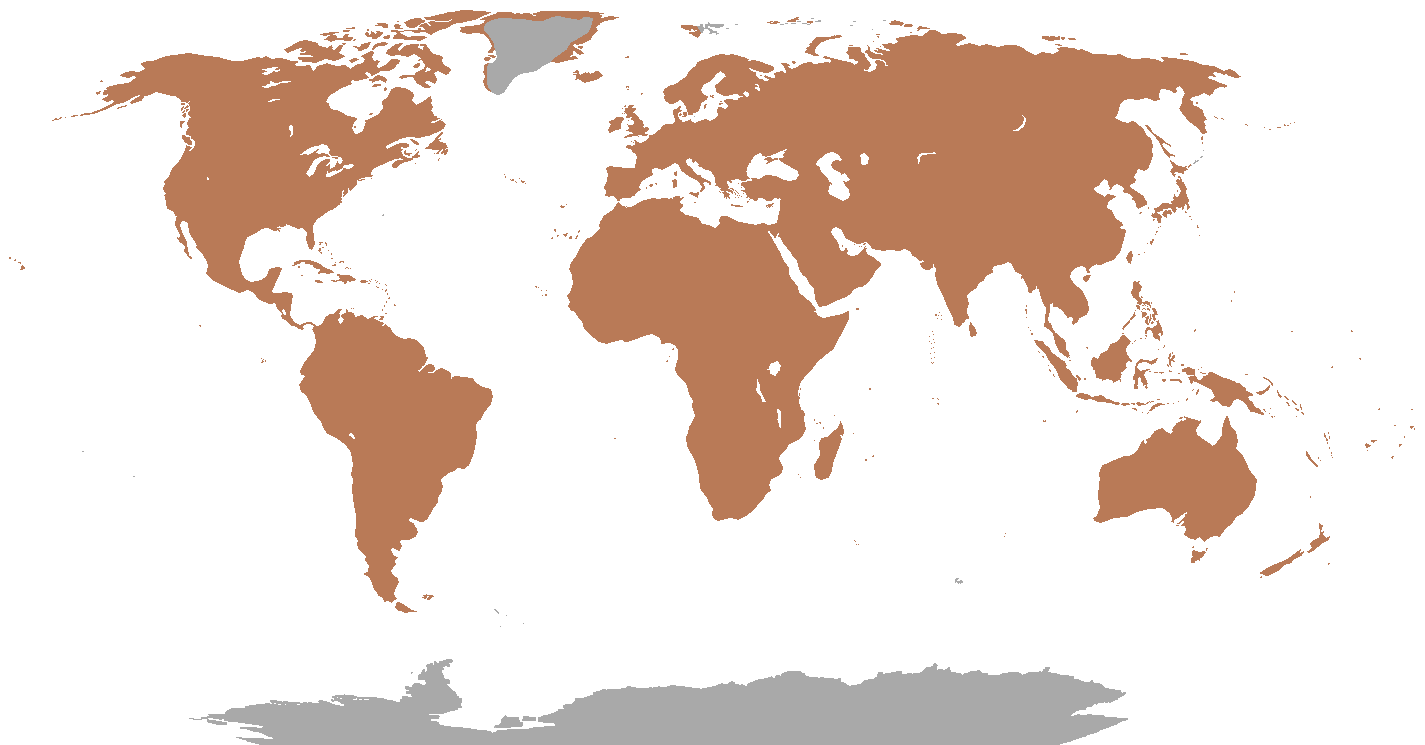
Répartition des Strigiformes.

Les Strigiformes sont représentés sur tous les continents (sauf l'Antarctique), la majorité des espèces vivant dans les régions tropicales.

### Habitats
Ils occupent des niches écologiques diverses. La plupart des espèces habitent des milieux boisés. Certaines s'établissent près des humains, jusque dans les grandes villes. Quelques-unes sont présentes dans les déserts ou dans la toundra arctique.

## Taxons subordonnés
D'après la classification de référence (version 8.2, 2018) du Congrès ornithologique international :
- Tytonidae :

les effraies et phodiles (20 espèces)
- Strigidae :

cette famille qui comprend 223 espèces et 25 genres, est subdivisée en trois sous-familles : Striginae, Surniinae et Asioninae comprenant les chouettes et hiboux typiques : petits-ducs, moyen-ducs, grands-ducs, kétoupas, harfang, chouettes-pêcheuses, chevêchettes, chevêches, ainsi que les nyctales, Surniinae, ninoxes, hiboux, chouettes (221 espèces).

## Systématique

### Taxinomie
Dans la classification phylogénique de Sibley, l'ordre des Strigiformes (Sibley) comprend, outre les 2 familles de la classification traditionnelle, l'ensemble des familles de Caprimulgiformes.
Il en constitue le sous-ordre des Strigi.

### Phylogénie
Les lignées des oiseaux nocturnes remontent à 70-80 millions d'années, ce qui fait d'eux l'un des plus vieux groupes d'oiseaux terrestres,.

## Les rapaces nocturnes et l'homme

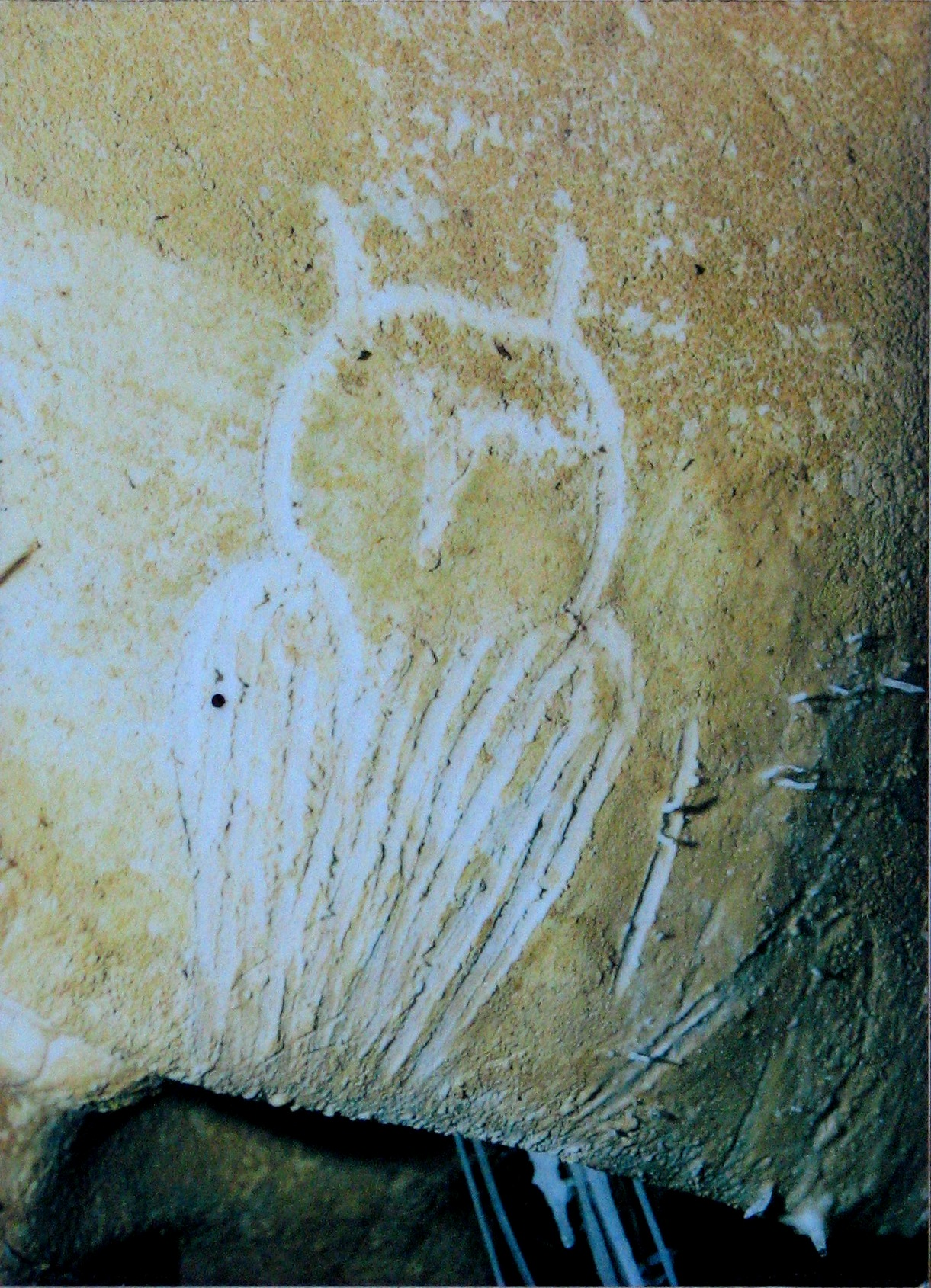
Gravure du hibou moyen-duc de la grotte Chauvet.

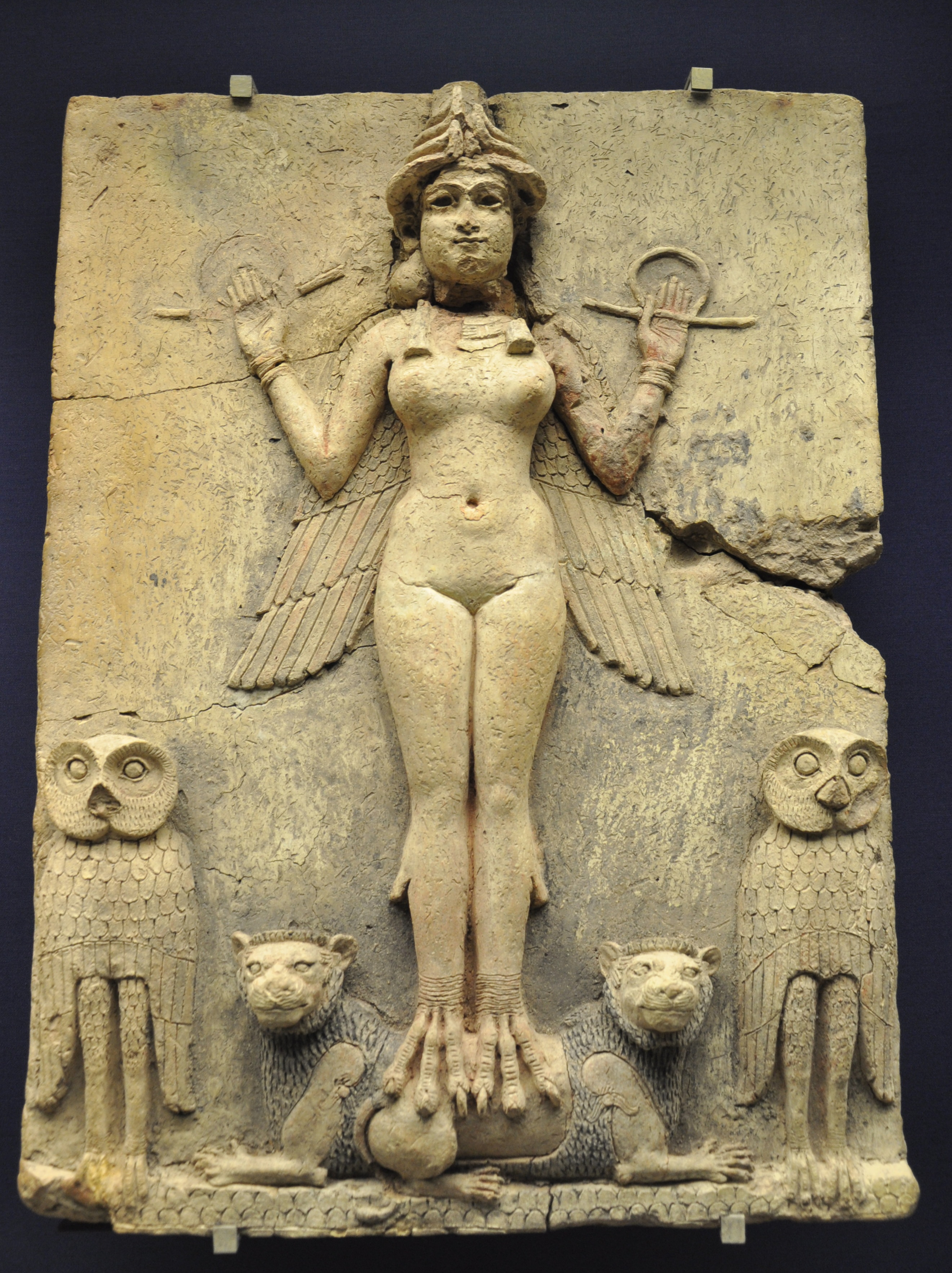
Haut-relief de terre cuite représentant une déesse, Ishtar, Ereshkigal ou Lilith, avec des ailes et des pattes de rapace, entourée de chouettes (période paléo-babylonienne, entre 1792 et 1750 A.C.).

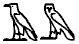
Hiéroglyphe de droite représentant la lettre m.

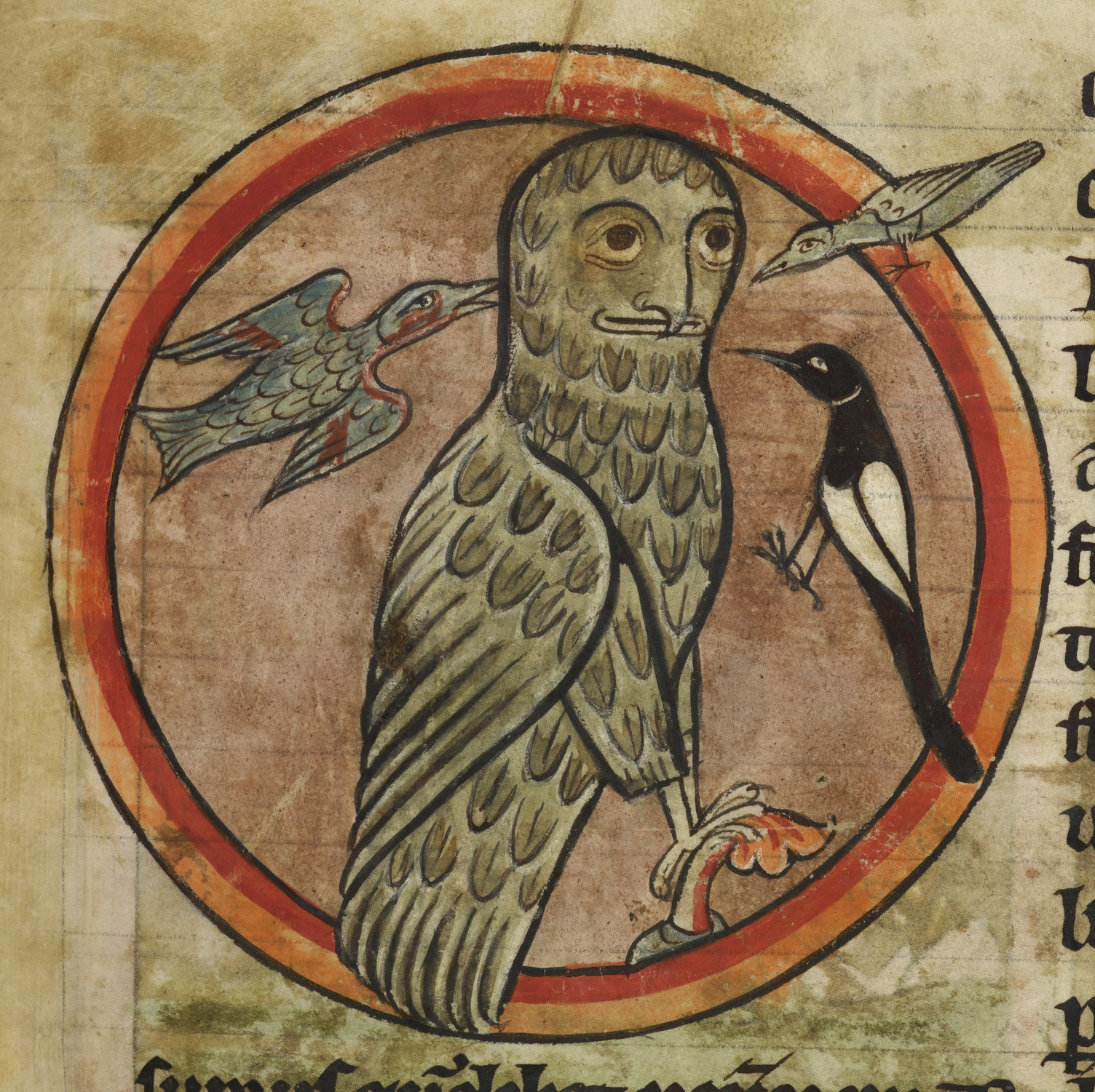
Miniature du XIIIe siècle, illustration médiévale utilisée pour justifier l'expulsion des Juifs : des oiseaux (les chrétiens) houspillent un Nycticorax évoqué par un hibou, oiseau associé aux Juifs au prétendu nez crochu qui refusent avec entêtement de « voir » la vérité du Christ.

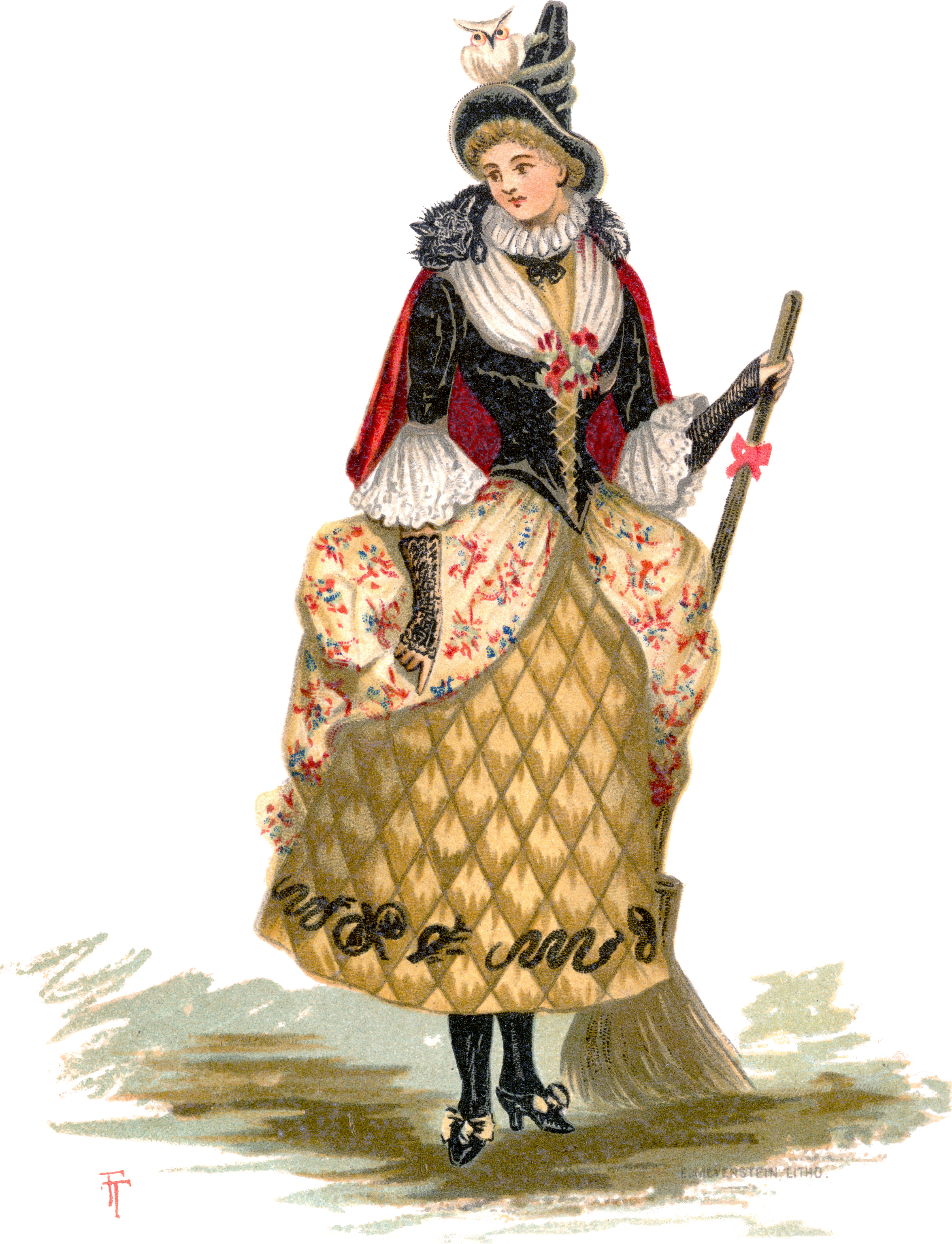
Hibou perché sur le chapeau pointu d'une sorcière.

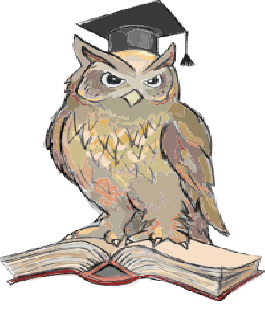
Le hibou symbolise la connaissance et est fréquemment représenté portant un mortier de diplômé.

Les rapports anthropozoologiques avec les rapaces nocturnes se caractérisent par une ambivalence originelle (valences symboliques multiples : nuit/lumière, mort/vie, connaissance/mystères, naturel/surnaturel), expliquant que les hommes les ont jadis chassés, déifiés ou persécutés par superstition. Oiseaux mystérieux de par leurs grands yeux immobiles, leur cri étrange, leurs mœurs nocturnes et leur vol léger et silencieux, ils sont encore de nos jours l'objet d'une méconnaissance, et continuent de cristalliser une multitude de fantasmes et de légendes, de peur ancestrale ou d'émerveillement tout autant pour le spécialiste que pour le profane.
Ces oiseaux sont dès le Paléolithique au centre d'un intérêt qui mêle l'art aux croyances religieuses. Associés aux puissances surnaturelles dans de nombreuses cultures en raison de leur capacité à pivoter la tête de 270°, ils sont représentés à travers des gravures, sculptures en pierre ou en os, statues-menhirs. La plus ancienne représentation connue à ce jour est une gravure du hibou moyen-duc (avec sa tête vue de face et son corps vu de dos rappelant cette faculté de pivot) qui date de plus de 30 000 ans AP. La chasse aux oiseaux (en) qui étaient les plus abondants en fonction du climat et du biotope environnant, est généralement pratiquée très secondairement par les hommes préhistoriques. Il ne semble pas y avoir eu de spécialisation, à l'exception des chasseurs de harfang des neiges (certains sites préhistoriques recèlent de nombreux fragments d'os présentant des stries de décarnisation). D'autres comme le hibou moyen-duc, le hibou des marais, la chouette hulotte ou la chouette chevêche ont peut-être été chassés dans un but rituel ou en vue de l'utilisation de leurs plumes.
Superprédateurs, oiseaux des ténèbres, ils sont associés dès l'Antiquité au monde de la nuit et de la mort. En Mésopotamie, la déesse Lilith, la « reine de la nuit », est fréquemment accompagnée de chouettes ou en prend la forme. La Lilith hébraïque est diabolisée et « réduite à un oiseau de nuit qui vient tourmenter les vivants, dévorer les jeunes enfants et s'accoupler avec les hommes pour donner naissance à des multitudes de démons ».

Chez les Juifs, la Bible Hébraïque (Lv., XI, 16, Deut., XIV, 15) classe les hiboux dans les animaux impurs interdits à la consommation. 

Chez les anciens Égyptiens, la chouette funeste est sacrée mais redoutée puisqu'on en trouve des spécimens momifiés mais mutilés et que la chouette effraie (également mutilée d'une patte et avec une spécificité, la tête vue de face) prête son profil au hiéroglyphe zoomorphe qui représente la lettre m et qui symbolise la mort, la nuit, le froid et la passivité.

Redoutés également dans la Chine antique, les rapaces nocturnes sont associés à la foudre car ils sont censés « éclairer la nuit ». Une vieille tradition consiste à placer l'effigie d'une chouette dans chaque coin des maisons pour les protéger de la foudre.

Perchées dans un calme apparent pour surveiller leurs proies dans les ténèbres, les chouettes symbolisent la sagesse, la vigilance et la clairvoyance capable de percer de grands mystères, alors que les mœurs nocturnes des hiboux font de ces superprédateurs des animaux associés à la mort. Ce symbole explique que dans la Grèce antique, la chouette chevêche est l'attribut d'Athéna qui en porte une sur l'épaule (Athéna est la déesse de l'intelligence, de la pensée élevée, mais aussi de la guerre puisque la chouette est investie d'un rôle apotropaïque). Ce rapace apparait sur les monnaies anciennes d'Athènes. Le hibou, oiseau funèbre, est associé à Ascalaphe, fils d'Achéron et d'Orphné (« nymphe de l'obscurité »), et qui est d'ailleurs l'éponyme du Grand-duc ascalaphe. Les hiboux passent également pour des animaux psychopompes. Chouettes comme hiboux sont employés comme oiseaux oraculaires pour la divination dans des sanctuaires. 

Les Romains associent la chouette à Minerve, déesse qui peut prévoir le futur, mais ils considèrent les autres rapaces nocturnes comme des oiseaux de mauvais augure annonçant la mort, la guerre ou de multiples troubles, d'où leur fonction apotropaïque (voir un hibou en plein jour est considéré comme un mauvais présage et, s'il est attrapé, il est tué et cloué à une porte pour protéger les habitants des orages, chasser la maladie et, d'une manière générale le mauvais sort), éventuellement psychopompe.
Au Moyen Âge, les sources iconographiques, littéraires et épigraphiques montrent que la chouette reste marquée par cette ambivalence. D'un côté, en tant que compagne des érudits privilégiant les nuits calmes propices à la méditation et à leurs études, elle symbolise l'universitaire, la connaissance, le méditant et le solitaire. De l'autre, même si les chrétiens la chargent d'une symbolique positive (elle figure les dons du Saint-Esprit) ou si les paysans l'associent à la naissance d'une fille, ils en font surtout l'émanation de la mort et l'incarnation du mal : associée aux cimetières boisés, ruines et combles d'église où elle gîte, elle est accusée de tuer volaille et petit gibier et symbolise le péché, les juifs ou le démon. Oiseaux des ténèbres qui reçoivent la lumière (la connaissance), les rapaces nocturnes sont aussi associés à la sorcellerie, à la magie noire : oiseaux élevés par les chamanes, animaux de compagnie des sorcières, des alchimistes ou des devins qui sont censés percer les mystères de la nature, ils entrent notamment dans la composition de potions aux vertus médico-magiques ou destinées à de funestes desseins. Dans le bestiaire démoniaque chrétien, ces oiseaux plus inquiétants que les rapaces diurnes qui jouissent d'une « réputation favorable », semblent voués aux desseins diaboliques : « Sinistres noctambules, les hiboux surtout, aux cris lugubres, passent pour véhiculer dans l’ombre les plus funestes présages, et, pour traîner après eux les plus désespérantes malédictions, ils sont des oiseaux de malheur. 

Ils représentent pour certaines nations autochtones d'Amérique des messagers circulant entre le monde des morts et celui des vivants. Claude Lévi-Strauss rappelle un mythe nord-américain : « On croyait en Californie que les bons Indiens se réincarnaient après la mort dans les hiboux, les mauvais dans les chouettes ». Chez les Aztèques, la chouette est le symbole du dieu des enfers, comme l'est le hibou chez les Mayas. Ces animaux sont considérés comme des divinités de la mort et gardiens des cimetières en Amérique.
Leur mauvaise réputation les poursuit bien après le Moyen Âge. Dès le XVIe siècle, les autorités accordent des primes de mise à mort des rapaces diurnes et nocturnes, considérés comme des espèces nuisibles, pour protéger les animaux domestiques en Europe. Battues de destruction, affûts des rapaces avec un Hibou grand-duc vivant ou naturalisé, abattage des nichées, appâts empoisonnés sont les agents destructeurs imposés aux garde-chasses. 

L'apogée de cette persécution a lieu dans la seconde partie du XIXe siècle à cause de la popularité de la chasse au petit gibier en Europe et en Amérique du Nord, comme l'atteste l'adoption par de nombreux États américains des Scalp acts encourageant les agriculteurs et les chasseurs à tuer les rapaces pour obtenir des primes.

Le logo de l'entreprise Noctua, la Chevêche d'Athéna, rappelle que ce rapace a acquis une connotation plus positive.

Au milieu du XXe siècle, chouettes et hiboux continuent à être cloués vivants sur les arbres ou les portes des églises et des granges, pratique basée sur un rituel ancestral, à une époque où la superstition règne encore dans les campagnes. En effet depuis la plus haute antiquité, la dépouille animale ou l'une de ses parties est utilisée comme accessoire magique et objet apotropaïque (destiné à conjurer les sorts). 

Dans la seconde partie du XXe siècle, ces rapaces restent confrontés à de nombreuses menaces : persécutions (notamment en Afrique où les défenseurs de l'environnement se heurtent aux superstitions locales), électrocution (contacts avec des lignes à hautes tension), destruction des habitats (intensification des grandes cultures, arasement des haies bocagères et des vieux arbres, empoisonnement par les pesticides, urbanisation des zones rurales), impacts de la circulation routière nocturne (mortalité animale due aux véhicules) sont les principaux facteurs à l'origine du déclin de leurs populations. Sur près de 200 espèces de rapaces nocturnes recensées, les conservateurs de la nature ont listé onze espèces en danger et six espèces en danger critique d'extinction. 

Ces déclins ont incité certaines autorités à prendre des mesures, malheureusement sur le tard. En 1964, seuls la Suisse, la Grande-Bretagne, les Pays-Bas et l'Islande protègent la totalité de leurs rapaces. Depuis, beaucoup de gouvernements, et d'associations de conservation de la nature engagent de nombreuses mesures de protection des oiseaux : protection et restauration des sites, campagnes d'information pour sensibiliser le public, réhabilitation de leur place dans la nature, ces rapaces participant aux équilibres prédateurs-proies et étant des bioindicateurs de la santé de notre environnement.